# Circolo Nautico Posillipo 2015-2016
La società, nonostante avesse il diritto di partecipare alla Len Euro Cup in quanto detentrice del trofeo, per problemi economici non iscrive la squadra alla competizione.

## Rosa
| N° |                    | Ruolo | Giocatore        |
| -- | ------------------ | ----- | ---------------- |
| 1  | Italia (bandiera)  | P     | Enrico Caruso    |
| 13 | Italia (bandiera)  | P     | Tommaso Negri    |
| 4  | Italia (bandiera)  | D     | Gianluigi Foglio |
| 6  | Italia (bandiera)  | D     | Elio Russo       |
| 9  | Croazia (bandiera) | D     | Andro Bušlje     |
| 12 | Italia (bandiera)  | CV    | Paride Saccoia   |
| 11 | Italia (bandiera)  | CV    | Vincenzo Dolce   |

| N° |                       | Ruolo | Giocatore                |
| -- | --------------------- | ----- | ------------------------ |
| 3  | Croazia (bandiera)    | A     | Jerko Marinić Kragić     |
| 7  | Italia (bandiera)     | A     | Vincenzo Renzuto Iodice  |
| 14 | Italia (bandiera)     | A     | Lorenzo Briganti         |
| 8  | Italia (bandiera)     | A     | Valentino Gallo capitano |
| 2  | Italia (bandiera)     | A     | Nicola Cuccovillo        |
| 10 | Italia (bandiera)     | CB    | Giacomo Saviano          |
| 5  | Montenegro (bandiera) | CB    | Filip Klikovac           |

- Allenatore: Mauro Occhiello
- Medico Sociale: Maurizio Marassi
- Preparatore Atletico: Dino Sangiorgio
- Fisioterapista: Giancarlo Colonna

## Mercato
| Acquisti | Acquisti             | Acquisti      |
| R.       | Nome                 | da            |
| -------- | -------------------- | ------------- |
| D        | Andro Bušlje         | Jug Dubrovnik |
| D        | Nicola Ferrone       | Avion         |
| A        | Nicola Cuccovillo    | Roma Vis Nova |
| A        | Jerko Marinić Kragić | Mornar        |
| CB       | Giacomo Saviano      | Napoli        |

| Cessioni | Cessioni           | Cessioni       | Cessioni |
| R.       | Nome               | a              |          |
| -------- | ------------------ | -------------- | -------- |
| D        | Zeno Bertoli       | AN Brescia     |          |
| CV       | Aleksandar Radović | Waspo Hannover |          |
| CB       | Jacopo Mandolini   | Roma Vis Nova  |          |

## Risultati

### Serie A1

#### Girone di andata
| Arbitri: | Leonardo Ceccarelli Marco Ercoli |

|                                                                             |           |                                              |
| Cuccovillo, Marinić Kragić: 3 Bušlje, Saccoia: 2 Foglio, Russo, Briganti: 1 | Marcatori | 2: Pappacena, Mandolini 1: Bezić, Calcaterra |

| Arbitri: | Mario Bianchi Marco Piano |

|                               |           |                                                                  |
| Guimarães: 2 Popović, Elez: 1 | Marcatori | 2: Klikovac, Gallo, Saccoia 1: Cuccovillo, Marinić Kragić, Dolce |

| Arbitri: | Stefano Pinato Alberto Rovida |

|                                          |           |                                       |
| Marinić Kragić: 5 Gallo: 2 Cuccovillo: 1 | Marcatori | 3: Lanzoni 1: Gitto, Valentino, Pérez |

| Arbitri: | Giuseppe Fusco Bruno Navarra |

|                                                                                     |           |                   |
| Bodegas: 3 Giacoppo, Mandić, Sukno: 2 Aicardi, F. Di Fulvio, Fondelli, A. Ivović: 1 | Marcatori | 1: Gallo, Saccoia |

| Arbitri: | Giovanni Lo Dico Stefano Ricciotti |

|                                                                                    |           |                                       |
| Bušlje: 4 Klikovac: 3 Foglio, Renzuto Iodice, Gallo, Dolce: 2 Briganti, Saccoia: 1 | Marcatori | 2: Gandini, Mugnaini, Manzi, Ivosević |

| Arbitri: | Daniele Bianco Gianluca Centineo |

|                       |           |                                                                        |
| Giorgi: 3 Cannella: 1 | Marcatori | 3: Bušlje 2: Marinić Kragić, Renzuto Iodice, Gallo 1: Saviano, Saccoia |

| Arbitri: | Raffaele Colombo Arnaldo Petronilli |

|                                                              |           |                                                                 |
| Marinić Kragić, Gallo: 3 Klikovac, Renzuto Iodice, Bušlje: 2 | Marcatori | 3: Ravina 2: De Trane 1: Di Somma, Gambacorta, Gonzalez, Monari |

| Arbitri: | Marco Piano Alberto Rovida |

|                                                            |           |           |
| Rizzo: 3 Presciutti, Nora: 2 Molina, Ubović, Napolitano: 1 | Marcatori | 2: Bušlje |

| Arbitri: | Fabio Brasiliano Stefano Riccitelli |

|                                                   |           |                                                                |
| Deserti: 4 Bini: 3 Coppoli, Petković, Di Somma: 2 | Marcatori | 4: Gallo 2: Dolce 1: Briganti, Marinić Kragić, Bušlje, Saviano |

| Arbitri: | Luca Castagnola Massimo Savarese |

|                                                                     |           |                                                                                |
| Bušlje, Dolce: 2 Briganti, Marinić Kragić, Renzuto Iodice, Gallo: 1 | Marcatori | 3: Esposito 2: Borrelli 1: Buoncore, Di Costanzo, Mattiello, Maccioni, Velotto |

| Arbitri: | Arnaldo Petronilli Stefano Ricciotti |

|                                             |           |                                                                          |
| Camilleri: 2 Di Luciano, Lisi, Danilović: 1 | Marcatori | 3: Klikovac, Dolce 1: Briganti, Renzuto Iodice, Bušlje, Saviano, Saccoia |

| Arbitri: | Luca Bianco Stefano Scappini |

|                                                                       |           |                                                      |
| Marinić Kragić, Gallo: 3 Klikovac, Renzuto Iodice, Bušlje, Saccoia: 1 | Marcatori | 3: Vasić 2: Bruni, G. Oneto 1: Brancatello, Astarita |

| Arbitri: | Mario Bianchi Leonardo Ceccarelli |

|                                                                                |           |                                                                  |
| Milaković: 4 Alesiani:2 Colombo, L. Bianco, Mistrangelo, G. Bianco, Sadovyy: 1 | Marcatori | 3: Renzuto Iodice 2: Gallo, Dolce 1: Cuccovillo, Bušlje, Saccoia |

#### Girone di ritorno
| Arbitri: | Giovanni Lo Dico Marco Piano |

|                                            |           |                                                                           |
| Bezić: 2 Pappacena, B. Oneto, Innocenzi: 1 | Marcatori | 3: Gallo 2: Marinić Kragić, Renzuto Iodice 1: Cuccovillo, Foglio, Saccoia |

| Arbitri: | Daniele Bianco Alberto Rovida |

|                                                         |           |                                                      |
| Saccoia: 4 Klikovac, Gallo, Bušlje: 2 Renzuto Iodice: 1 | Marcatori | 3: Popović, Guimarães 2: Elez 1: Petronio, Ferreccio |

| Arbitri: | Fabio Brasiliano Stefano Riccitelli |

|                                                          |           |                          |
| Valentino: 2 Rossi, Scotti Galletta, Marziali, Luongo: 1 | Marcatori | 1: Foglio, Gallo, Bušlje |

| Arbitri: | Fabio Collantoni Giuseppe Fusco |

|                                                                     |           |                                                                      |
| Marinić Kragić, Klikovac, Renzuto Iodice, Bušlje, Saviano, Dolce: 1 | Marcatori | 3: Sukno 2: Mandić, Figlioli, Aicardi 1: Di Fulvio, Figari, Fondelli |

| Arbitri: | Bruno Navarra Attilio Paoletti |

|                                 |           |                                                                    |
| Gandini, Steardo: 2 Mugnaini: 1 | Marcatori | 4: Gallo 2: Marinić Kragić, Klikovac 1: Cuccovillo, Renzuto Iodice |

| Arbitri: | Raffaele Colombo Marco Piano |

| |           |                                 |
| Gallo: 4 Bušlje, Dolce: 2 Cuccovillo, Marinić Kragić, Foglio, Klikovac, Russo, Renzuto Iodice, Saccoia : 1 | Marcatori | 1: Di Rocco, Lapenna, Maddaluno |

| Arbitri: | Leonardo Ceccarelli Stefano Riccitelli |

|                                                                |           |                                 |
| Di Somma: 4 De Trane, Guidaldi, Gambacorta, Gonzalez, Guidi: 1 | Marcatori | 3: Gallo 2: Saccoia 1: Klikovac |

| Arbitri: | Fabio Brasiliano Fabio Collantoni |

|                                                                    |           |                                                            |
| Bušlje: 2 Marinić Kragić, Renzuto Iodice, Gallo, Dolce, Saccoia: 1 | Marcatori | 3: Napolitano 2: Molina 1: Presciutti, Rizzo, Nora, Ubović |

| Arbitri: | Giovanni Lo Dico Alberto Rovida |

|                                                                |           |                                                             |
| Marinić Kragić: 4 Bušlje, Dolce: 2 Briganti, Renzuto Iodice: 1 | Marcatori | 3: Mirarchi 1: Busilacchi, Coppoli, Petković, Somma, Jelača |

| Arbitri: | Arnaldo Petronilli Alessandro Severo |

|                                                                    |           |                                                    |
| Borrelli: 2 Buonocore, Di Costanzo, Baviera, Maccioni, Esposito: 1 | Marcatori | 3: Marinić Kragić, Renzuto Iodice 1: Foglio, Gallo |

| Arbitri: | Daniele Bianco Luca Castagnola |

|                                                                             |           |                                                                |
| Klikovac: 4 Gallo: 3 Renzuto Iodice: 2 Cuccovillo, Marinić Kragić, Russo: 1 | Marcatori | 3: Camilleri 2: Abela, Casasola 1: Di Luciano, Ivović, Rotondo |

| Arbitri: | Alberto Rovida Massimo Savarese |

|                                                   |           |                                                               |
| Brancatello, Astarita: 2 Panerai, Vasić, Bruni: 1 | Marcatori | 3: Klikovac 2: Cuccovillo 1: Briganti, Bušlje, Dolce, Saccoia |

| Arbitri: | Gianluca Centineo Alessandro Severo |

|                                                               |           |                                                   |
| Renzuto Iodice, Bušlje, Dolce: 2 Foglio, Klikovac, Saccoia: 1 | Marcatori | 3: Sadovyy 1: Alesiani, Cesini, Bianco, Milaković |

#### Final Six Scudetto
| Arbitri: | Daniele Bianco Alessandro Severo |

|                                             |           |                                                             |
| Marinić Kragić: 3 Bušlje, Dolce, Saccoia: 1 | Marcatori | 3: Brguljan 2: Borrelli, Campopiano 1: Di Costanzo, Baraldi |

## Statistiche

### Statistiche di squadra
- Statistiche aggiornate al 25 maggio 2016.

| Competizione | Punti | In casa | In casa | In casa | In casa | In casa | In casa | In trasferta | In trasferta | In trasferta | In trasferta | In trasferta | In trasferta | Neutro | Neutro | Neutro | Neutro | Neutro | Neutro | Totale | Totale | Totale | Totale | Totale | Totale | DR  |
| Competizione | Punti | G       | V       | N       | P       | Gf      | Gs      | G            | V            | N            | P            | Gf           | Gs           | G      | V      | N      | P      | Gf     | Gs     | G      | V      | N      | P      | Gf     | Gs     | DR  |
| ------------ | ----- | ------- | ------- | ------- | ------- | ------- | ------- | ------------ | ------------ | ------------ | ------------ | ------------ | ------------ | ------ | ------ | ------ | ------ | ------ | ------ | ------ | ------ | ------ | ------ | ------ | ------ | --- |
| Serie A1     | 48    | 13      | 10      | 0       | 3       | 138     | 107     | 13           | 7            | 0            | 6            | 101          | 99           | 0      | 0      | 0      | 0      | 0      | 0      | 26     | 17     | 0      | 9      | 239    | 206    | +33 |
| Playoff      | -     | 0       | 0       | 0       | 0       | 0       | 0       | 0            | 0            | 0            | 0            | 0            | 0            | 1      | 0      | 0      | 1      | 6      | 9      | 1      | 0      | 0      | 1      | 6      | 9      | -3  |
| Totale       | -     | 13      | 10      | 0       | 3       | 138     | 107     | 13           | 7            | 0            | 6            | 101          | 99           | 1      | 0      | 0      | 1      | 6      | 9      | 26     | 17     | 0      | 9      | 245    | 215    | +30 |

### Classifica marcatori
| Tot. | Giocatore               | A1 |
| ---- | ----------------------- | -- |
| 44   | Valentino Gallo         | 44 |
| 37   | Jerko Marinić Kragić    | 37 |
| 33   | Andro Bušlje            | 33 |
| 27   | Vincenzo Renzuto Iodice | 27 |
| 26   | Filip Klikovac          | 26 |
| 22   | Vincenzo Dolce          | 22 |
| 22   | Paride Saccoia          | 22 |
| 12   | Nicola Cuccovillo       | 12 |
| 8    | Gianluigi Foglio        | 8  |
| 7    | Lorenzo Briganti        | 7  |
| 4    | Gianmarco Saviano       | 4  |
| 3    | Elio Russo              | 3  |